# Nicolette Fernandes
Pour les articles homonymes, voir Fernandes.
Nicolette Fernandes, née le 19 juin 1983 à Toronto est une joueuse professionnelle de squash qui représente le Guyana. Elle atteint la 19e place au classement mondial en octobre 2013, son meilleur classement.

## Biographie
Elle remporte la seule médaille d'or de la Guyana aux Jeux d'Amérique centrale et des Caraïbes 2006 à Carthagène des Indes en battant en finale Samantha Terán et en cinq jeux.
En 2007, elle se blesse au genou ce qui l'empêche de jouer pendant 23 mois. En décembre 2009, elle devient la première joueuse des Caraïbes à remporter le titre sur le circuit mondial en remportant lOpen de Grèce.
En février 2010, Nicolette Fernandes est désignée Guyanese Sportswoman of the year pour l'année 2009 et en 2010, elle gagne à la fois le championnat national féminin et masculin, étant distinguée pour cet exploit à nouveau comme sportive guyanaise de l'année. Elle prend sa retraite sportive en août 2017.
Nicolette Fernandes apparaît aussi dans le calendrier féminin WISPA 2010 qui présente les meilleures joueuses en maillot de bain.

## Palmarès

### Titres
- Jeux d'Amérique centrale et des Caraïbes : 2006
- Jeux sud-américains de 2010 : 2010
- Championnats des Caraïbes : 6 titres (2005, 2009, 2011, 2012, 2013, 2019)

### Finales
- Granite Open : 2016